# Alpha Bank
Alpha Bank este a doua cea mai mare bancă din Grecia, având peste 450 de sucursale la nivel național.
A fost înființată în anul 1879.
De asemenea, aceasta dispune de filiale într-o serie de țări europene, predominant în zona balcanică.
Instituția este prezidată de către Ioannis Costopoulos, nepotul fondatorului băncii.
Grupul Alpha Bank mai are subsidiare în Albania, Bulgaria, Cipru, Macedonia de Nord, România, Serbia, Ucraina, Marea Britanie și Statele Unite.
Alpha Bank este listată la bursa de valori de la Atena, și face parte din indicele Eurofirst 300, iar în aprilie 2007 avea o capitalizare de piață de aproximativ 9,5 miliarde euro.
Active:
- 2009: 69,5 miliarde euro[6]
- 2008: 65,2 miliarde euro[6]
- 2007: 54 miliarde euro[7].
- 2006: 50 miliarde euro[3]

Profit net:
- 2007: 850 milioane euro[7]
- 2006: 551,9 milioane euro[7]

## Istorie

### Grecia

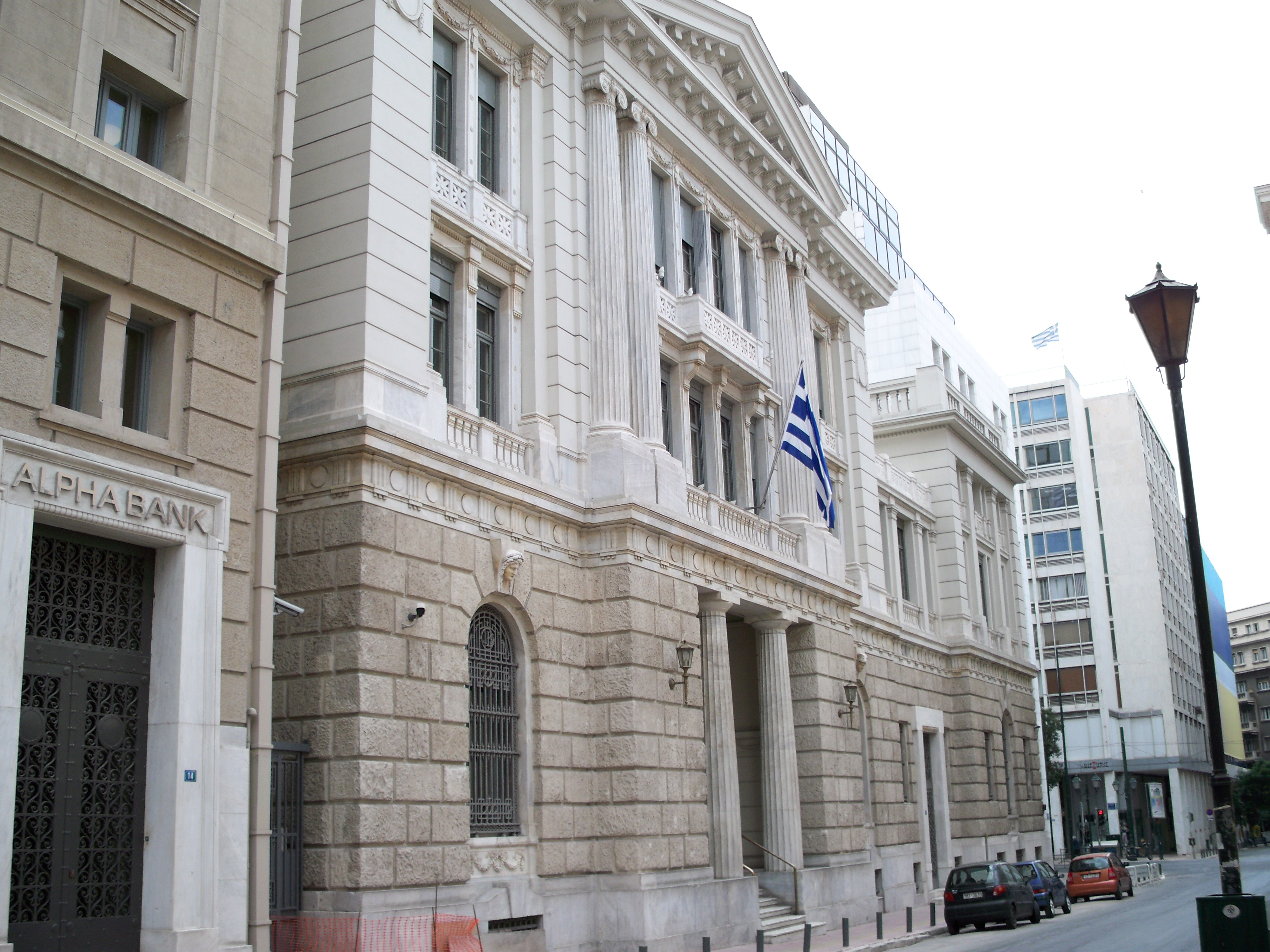
Parte a corpului principal din cadrul complexului de clădiri deținut de Alpha Bank.

- 1879: John F. Costopoulos înființează o firmă comercială de mici dimensiuni în orașul Kalamata.
- 1918: Departamentul bancar al firmei „J.F. Costopoulos” își modifică denumirea în „Banca Kalamata”.
- 1924: Banca își mută sediul principal la Atena, schimbându-și totodată denumirea în „Banca Elenă pentru Credite Comerciale” (Banque de Credit Commercial Hellenique).
- 1947: Banca își modifică denumirea în „Commercial Credit Bank”.
- 1972: Survine o nouă modificare a titlului. Noua denumire este „Credit Bank” (Trapeza Pisteos).
- 1994: Credit Bank își modifică numele în „Alpha Credit Bank” (ACB).
- 1999: ACB obține 51% din acțiunile Băncii Populare Ioniene.
- 2000: ACB absoarbe Banca Populară Ioniană. În cursul aceluiași ani, instituția își modifică numele în Alpha Bank, titulatură valabilă în prezent.
- 2002: Încercarea de fuziune dintre Alpha Bank și Banca Națională a Greciei eșuează.

### Extinderea internațională
- 1960: Commercial Credit Bank înființează o filială în Cipru.
- Anii 1990: Banca începe un program de extindere internațională, concentrându-se asupra Balcanilor.
- 1993: Credit Bank și BERD înființează în România „Banca București”, care începe operațiunile în cursul anului următor. Credit Bank deținea aproximativ jumătate dintre acțiunile noii instituții.
- 1994: ACB achiziționează Commercial Bank of London de la Banca Comercială a Greciei (devenită ulterior Emporiki Bank), modificându-i numele în Alpha Credit Bank London.
- În 1996 ACB înființează o sucursală în Tirana, Albania, urmată de alte trei sucursale.
- În 1997 ACB a înființat Alpha Credit Bank Jersey pentru a promova serviciile de private banking.
- În 1998 ACB a achiziționat 82.5% din Lombard NatWest Bank din Cipru și a redenumit-o Alpha Bank Ltd.
- În 1999 ACB a achiziționat 65% din Kreditna Banka, Skopje, Macedonia de Nord. Deține acum 84% (a se vedea Alpha Bank Skopje).
- În 2000 "Banca București" și-a schimbat denumirea în "Alpha Bank Romania" (ABR).
- În 2002 ACB a dobândit pachetul minoritar și a devenit asociat unic în Alpha Bank Skopje, acumulând 100% din capitalul social.
- La începutul anului 2005 Alpha Bank a achiziționat o participație de 88.64% din Serbian Jubanka și i-a schimbat denumirea în Alpha Bank Beograd.
- Alpha Bank deține de asemenea o rețea extinsă de sucursale în Bulgaria, baza căreia a fost preluată de la Ionian and Popular Bank, în care s-a înscris în 1994 cu un birou reprezentanță în Sofia.
- Pe 24 noiembrie 2006, Alpha Bank a anunțat că a fost atins un acord cu Anadolu Group pentru a crea o franciză puternică în sectorul financiar turc. Potrivit unui comunicat de presă, prin acest parteneriat, "Alpha Bank intră într-un sector în plină dezvoltare într-o piață de mari dimensiuni și cu o creștere rapidă. Anadolu Group este unul dintre cele mai importante concernuri industriale din Turcia și este și acționarul majoritar al Abank (Alternatifbank). Tranzacția a fost evaluată la 492.5 milioane USD (384.3 milioane Euro). Alpha Bank va contribui în mod fundamental în numerar, cu jumătate din suma menționată anterior. Cele două părți vor înființa în mod solidar având părți egale, o societate de tip holding ale cărei active sunt formate din acțiunile deținute în mod curent de Anadolu Group atât în Abank cât și în Alease (Alternatiflease), și anume 94% respectiv 95% din acțiuni. Compania de tip holding va mai deține, în mod indirect 100% din societatea de brokeraj Alternatif Yatirim, 45% din fondul închis de investiții listat Alternatif Yatirim Ortkaligi, precum și sediul social al băncii și al societății de brokeraj situate în locații centrale din Istanbul," după cum menționează comunicatele de presă.

- La 27 martie 2008, Alpha Bank a ajuns la un acord pentru a cumpara un pachet majoritar din nou înființata OJSC Astra Bank în Ucraina, ca parte a planurilor de a se extinde în regiune. Alpha Bank fost de acord să cumpere 90 la sută din Astra Bank pentru 9 milioane euro.

În plus, Alpha Bank are o sucursală la Londra și o societate de finanțare, Alpha Finance SUA, în New York.

## Divizii
- Alpha Asset Management este compania specializată de administrare a investițiilor a grupului Alpha Bank[9].

## Alpha Bank în România
Compania este prezentă în România prin Alpha Bank România, Alpha Leasing Romania, Alpha Insurance Romania și Alpha Finance Romania.
Alpha Leasing România a fost înființată la începutul anului 1998 cu scopul de a oferi servicii de finanțare prin leasing.